# Franco Capaldo
Franco Capaldo (Napoli, 19 aprile 1901 – Napoli, 9 agosto 1978) è stato un cantante italiano.

## Biografia
Iniziò la carriera nel mondo della lirica, debuttando come tenore al Teatro Bellini di Napoli nel 1924 nel Rigoletto e cantando poi ne La traviata, Tosca e La bohème.
In seguito, consigliato da E. A. Mario, passò alla musica leggera, esibendosi al Teatro Apollo con Santa lucia luntana e Presentimento.
Dopo numerose tournée in tutta Italia e all'estero, soprattutto in Germania, America Latina ed Europa orientale, nel 1930 lanciò la canzone Torna, del maestro Nicola Valente con versi di Pacifico Vento, che riscosse successo.
Incise per svariate etichette, tra cui La voce del padrone e Parlophone.
Tra i suoi brani più famosi, si ricordano: Mmiez'o ggrano, O piscatore, Funiculì funiculà, Napule ca se ne va, Suspiranno, O surdato nun tene età, Sera d'autunno, Frecce nere e Nanasse, eseguita in coppia con Arturo Gigliati.
| Controllo di autorità | SBN DDSV129000 |